# Градински сънливец
Градинските сънливци (Eliomys quercinus) са вид дребни бозайници от семейство Сънливцови (Gliridae).
Разпространени са в Южна и Западна Европа, както и в отделни области до южната част на Финландия на север и до югозападните части на Сибир на изток. Предпочитат гористи местности, но се срещат и в овощни градини. Дължината на тялото им е 10-15 cm, на опашката - 8-14 cm, а масата им е 60 до 140 g. Активни са главно през нощта и се хранят с насекоми, охлюви, плодове и ядки.